# Order Padma Vibhushan
Order Padma Vibhushan (hindi पदम विभूषण पुरस्‍कार) – indyjskie wysokie odznaczenie cywilne (order), przyznawane przez prezydenta Indii.

## Historia
Order Padma Vibhushan został ustanowiony 2 stycznia 1954 przez pierwszego prezydenta Indii Rajendrę Prasada wraz z dwoma innymi odznaczeniami z grupy Padma Awards: Orderem Padma Bhushan, Orderem Padma Shri oraz Orderem Bharat Ratna. Przyznawanie wszystkich tych odznaczeń zostało zawieszone w okresie od 13 lipca 1977 do 26 stycznia 1980. Orderu Padma Vibhushan nie przyznawano również w latach 1992–1998.
W hierarchii indyjskich odznaczeń cywilnych znajduje się na drugim miejscu – za Orderem Bharat Ratna.
Początkowo Order Padma Vibhushan miał być odznaczeniem trójstopniowym. W projekcie najniższym było odznaczenie Tisra Varg (dosł. „trzeciej klasy” – obecnie Padma Shri), drugim w kolejności było Dusra Varg (dosł. „drugiej klasy” – obecnie Padma Bhushan), a najwyższym Pahela Varg (dosł. „pierwszej klasy”). Ostatecznie wybrano ten ostatni i jest to odznaczenie jednostopniowe, któremu nadano nazwę Padma Vibhushan.

## Zasady nadawania
Order Padma Vibhushan nadawany jest w dowód uznania głównie obywatelom indyjskim za wybitne osiągnięcia i zasługi dla narodu, w każdej dziedzinie, w tym za działalność publiczną i może być przyznany pośmiertnie.
Z wnioskiem o odznaczenie Padma Vibhushan mogą występować przedstawiciele rządu federalnego, poszczególnych ministerstw, terenowych jednostek administracji państwowej i innych instytucji państwowych oraz organizacji społecznych. Wnioski rozpatrywane są przez „Kapitułę Nagrody” (Awards Committee) i po akceptacji odpowiedniego ministra lub premiera przedstawiane prezydentowi. Order wręczany jest corocznie 26 stycznia, w „Dniu Republiki” – święta narodowego Indii.

## Opis odznaki
Początkowo odznaką orderu miał być okrągły złoty medal o średnicy 35 mm z wytłoczonym w centrum kwiatem lotosu okolonym wieńcem i napisem: „विभूषण पुरस्‍कार” (PADMA VIBHUSHAN). Na rewersie znajdowało się godło państwowe Indii i dewiza orderu (DESH SEVA). Nie istnieją żadne dostępne źródła, które potwierdzałyby, że powyższy projekt został zrealizowany.
W 1955 projekt został zmieniony na okrągły medal z geometrycznymi wzorami o średnicy 30 mm, wykonany z brązu. W 1957 projekt został ponownie zmieniony i przyjął obecna formę. Na awersie znajduje się kwiat lotosu oraz napis „विभूषण पुरस्‍कार” (PADMA VIBHUSHAN). Na rewersie znajduje się godło państwowe Indii oraz napis z dewizą orderu.

## Odznaczeni
Do 2010 Orderem Padma Vibhushan zostały odznaczone 264 osoby, m.in.
Obywatele Indii
- Satyendra Nath Bose – fizyk (1954)
- Zakir Hussain – prezydent Indii (1954)
- Valerian Gracias – duchowny katolicki, kardynał, arcybiskup Bobmaju (1966)
- Subramanyan Chandrasekhar – astrofizyk i matematyk, laureat Nagrody Nobla w dziedzinie fizyki (1968)
- Raja Ramanna – fizyk atomowy (1975)
- Madurai Shanmukhavadivu Subbulakshmi – śpiewaczka klasyczna (1975)
- Satyajit Ray – reżyser filmowy, scenarzysta i pisarz (1976)
- Ravi Shankar – kompozytor i wirtuoz gry na sitarze (1981)
- Chintamani Nagesa Ramachandra Rao – chemik (1985)
- Autar Singh Paintal – fizjolog (1986)
- Manmohan Singh – ekonomista, szef Banku Rezerw Indii (1987)
- A.P.J. Abdul Kalam – inżynier i naukowiec (1990)
- Gulzarilal Nanda – premier Indii (1991)
- Atal Bihari Vajpayee – polityk (1992)
- Lata Mangeshkar – piosenkarka (1999)
- Kelucharan Mohapatra – tancerz, mistrz tańca Odissi, pedagog (2000)
- Rasipuram Krishnaswami Iyer Narayanaswami – pisarz (2000)
- Calyampudi Radhakrishna Rao – matematyk i statystyk (2001)
- Zubin Mehta – dyrygent (2001)
- Karan Singh – polityk i dyplomata, pisarz (2005)
- Ram Narayan – muzyk, popularyzator sarangi (2005)
- Jyotindra Nath Dixit – dyplomata (2005)
- Viswanathan Anand – szachowy mistrz świata (dwukrotnie 2007 i 2009)
- Rajendra Kumar Pachauri inżynier kolejnictwa, przewodniczący Międzyrządowego Zespołu ds. Zmian Klimatu (2007)
- Lakshmi Mittal – biznesmen (2008)
- Ratan Tata – biznesmen, prezes Tata Motors (2008)
- Pranab Kumar Mukherjee – polityk, minister finansów (2008)
- Sachin Tendulkar – krykiecista (2008)
- Nirmala Joshi – misjonarka, przełożona Zgromadzenie Sióstr Misjonarek Miłości (2009)
- Zohra Sehgal – aktorka, tancerka (2010)

Obcokrajowcy
- Jigme Dorji Wangchuck – król Bhutanu (1954)
- Har Gobind Khorana – amerykański biolog molekularny, laureat Nagrody Nobla  w dziedzinie fizjologii lub medycyny (1969)
- John Kenneth Galbraith – amerykański ekonomista (2001)
- Norman Borlaug – amerykański naukowiec, laureat Pokojowej Nagrody Nobla (2006)
- Edmund Percival Hillary – nowozelandzki himalaista i polarnik (2008)
- Venkatraman Ramakrishnan – amerykański biofizyk, laureat Nagrody Nobla w dziedzinie chemii (2010)